# Yolŋu
Yolŋu of Yolngu is de naam die circa 30-40 clangroepen in het noordoosten van Arnhemland in Australië  hebben gekozen om zichzelf te benoemen. Yolŋu betekent ‘persoon’ in de talen van de Yolŋu.

## Maḏayin
De Yolŋu voeren hun afkomst terug op het oerwezen Waŋarr. Deze spirituele schepper stuurde een aantal vrouwelijke scheppers om het land en de mensen te vormen en ze hun taal en de Maḏayin te geven. De Maḏayin is een geheel van wetten, regels, omgangsvormen en levensfilosofieën dat ook wel Yolŋu Law wordt genoemd. De Maḏayin omvat onder andere regels voor de omgang met voedsel en dieren en beschrijft de grenzen tussen de verschillende clangebieden. De Maḏayin is heilig voor de Yolŋu.

## Taal
De Yolŋu kenden voor de komst van de Europeanen geen geschreven taal. De talen en dialecten van de Yolŋu worden met de overkoepelende naam Yolŋu Matha aangeduid.

## Eerste contacten
Voor de komst van de Europeanen werden de Yolŋu jaarlijks bezocht door inwoners van Makassar, die met prauwen de Arafurazee overstaken om trepang te vangen en werktuigen en sieraden tegen ralapiny (parels) te ruilen. De trepangvissers noemden het noorden van Australië Marege. Hun contacten met de Yolŋu waren van vriendschappelijke aard. Sommige Yolŋu reisden mee naar Makassar en bleven daar tot het begin van het volgende trepangseizoen.
Na de komst van de eerste Europeanen bleven de contacten voortbestaan, maar ze werden na verloop van tijd steeds meer door de Europeanen gereguleerd. Vanaf 1906 werden er geen nieuwe vergunningen meer aan de Makassaren verstrekt en kwam er een einde aan de jarenlange handelscontacten. Sommige Yolŋu die nog in Makassar verbleven, konden hierdoor niet meer terugkeren.
In 2007 ging het theaterstuk The Eyes of Marege van Julie Janson in première over de reis van een jonge Yolŋu man naar Makassar. Het stuk beleefde een uitverkocht theaterseizoen in het Sydney Opera House.

## Europese contacten

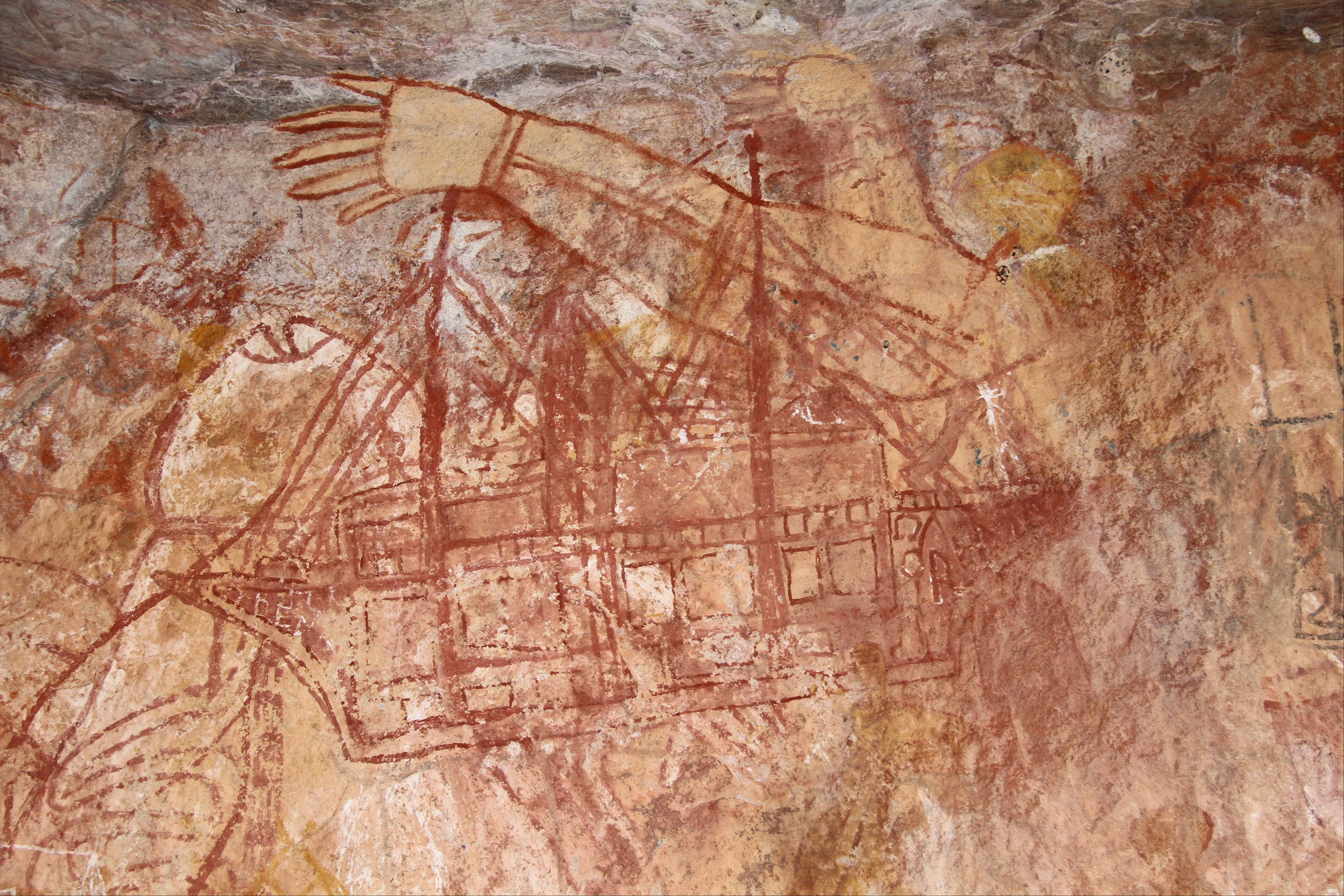
Rotstekening van een vroeg-negentiende-eeuws Europees schip. Djulirri, Wellington Ranges, Arnhemland

Vanaf 1606 bezochten vooral Hollandse zeevaarders de kustwateren van Noord-Australië. Ze brachten de kustlijn in kaart, maar gingen zelden aan land. De eerste Europeaan die vermoedelijk met Yolŋu in contact trad, was de Engelse navigator en cartograaf Matthew Flinders. In 1803 verkende hij de oostkust van Arnhemland en noteerde hij diverse ontmoetingen met Aboriginals in zijn logboek.
De Yolŋu noemden de Europese bezoekers Balanda, een verbastering van het woord ‘Hollander’, die nog steeds wordt gebruikt voor niet-Yolŋu.
De Europese bezoeken werden opgenomen in de Maḏayin en vastgelegd in rotstekeningen.

## Kolonisatie
De kolonisatie van Arnhemland kwam aan het einde van de 19e eeuw op gang, toen het Noordelijk Territorium in 11 pachtgebieden met weidegrond (pastoral leases) werd verdeeld. In 1885 werd de eerste veeboerderij, Florida Station, opgericht door J.A. Macartney. Naarmate het aantal Europeanen toenam, raakten de Yolŋu steeds meer in het gedrang. Ze werden van hun land verdreven en hun leefomgeving veranderde ingrijpend door de grote kuddes vee. Planten werden vertrapt, waterbronnen vervuild en inheemse dieren verdreven.
Er ontstonden regelmatig conflicten tussen de Yolŋu en de veeboeren. Op grond van de Maḏayin beschouwden de Yolŋu alle dieren op hun land als hun eigendom. Ze doodden daarom regelmatig vee voor eigen consumptie. J.A. Macartney van Florida Station schonk de Yolŋu vergiftigd paardenvlees, omdat zij een aantal dieren van hem hadden gegeten. Anderen organiseerden strafexpedities, waarbij soms ook vrouwen en kinderen werden vermoord.
De Yolŋu boden weerstand in de vorm van verrassingsaanvallen op boerderijen en kampeerplaatsen van veedrijvers. Ze staken boerderijen in brand, doodden vee en vermoordden veeboeren. Gedurende de vroege jaren van de kolonisatie was hun verzet zeer effectief, omdat de kolonisten geïsoleerd leefden en niet op hulp van anderen konden rekenen. Naarmate er meer Europeanen, paarden en snellere wapens kwamen, moesten de Yolŋu steeds vaker het onderspit delven.

## Caledon Bay-moorden
In 1933 vermoordden Yolŋu van Caledon Bay de bemanning van een Japanse parelboot. Een aantal politiemannen, onder wie constable Albert McColl, werd naar de regio gestuurd om de moorden te onderzoeken. De Yolŋu Dhakiyarr (Takiar) bracht McColl met een speer om het leven.
Om een escalatie van het conflict te voorkomen, drongen leden van de Anglicaanse Kerk en de Methodistenkerk er bij de federale regering op aan om af te zien van een strafexpeditie en de zaak verder door de antropoloog Donald Thomson te laten onderzoeken. Thomson bestudeerde de cultuur van de Yolŋu en wist hun vertrouwen te winnen. Hij overtuigde Dhakiyarr en drie anderen om zichzelf aan te geven.
Dit leidde tot een rechtszaak voor de High Court, de hoogste rechtbank van Australië. Dhakiyarr werd ter dood veroordeeld en de drie andere mannen elk tot twintig jaar dwangarbeid. Het vonnis werd in hoger beroep vernietigd. Na zijn vrijlating verdween Dhakiyarr op mysterieuze wijze. Zijn lot is onbekend.

## Missieleven
In 1935 richtte het kerkgenootschap Methodist Overseas Mission de eerste missiepost op in Yirrkala om de Yolŋu tegen de kolonisten te beschermen en ze te civiliseren. Enerzijds kwam er een eind aan de conflicten, anderzijds raakten Yolŋu toenemend afhankelijk van de Europeanen en werd hun traditionele manier van leven ondermijnd.
Tegenwoordig is Yirrkala een van de bekendste Aboriginalgemeenschappen van Australië.

## Yolŋu tijdens WO II
Aan het begin van de Tweede Wereldoorlog vormde Japan een reële bedreiging voor Australië en in het bijzonder voor het Noordelijk Territorium.
In 1941 werd Donald Thomson door de Australische luchtmacht RAAF met het idee benaderd om een legereenheid van Yolŋu guerrilla’s op te richten om de noordkust van Australië tegen een eventuele Japanse invasie te beschermen. In februari en maart van het volgend jaar rekruteerde Thomson 51 Yolŋu mannen die samen de Northern Territory Special Reconnaisance Unit (NTSRU) vormden. Thomson stond erop dat de mannen traditionele wapens en oorlogstechnieken gebruikten, omdat hij meende dat deze het effectiefst waren.
Tot een invasie kwam het niet en de taken van de NTSRU bleven daarom hoofdzakelijke beperkt tot patrouilles lopen langs de kust. De Yolŋu kregen geen soldij, maar werden met tabak, vishaken en andere producten betaald.
In 1943 werd de NTSRU vervangen door de North Australia Observation Unit (NAOU) en kort daarna ontbonden. De NAOU bestond uit niet-Yolŋu mannen die anders dan de Yolŋu wel soldij betaald kregen.
Pas in 1992 erkende de Australische overheid de bijdrage van de Yolŋu in de vorm van medaille-uitreikingen en uitkeringen aan NTSRU-veteranen en hun families.

## Yolŋu en politiek
Vanaf de jaren zestig zijn de Yolŋu bijzonder politiek geëngageerd. In 1963 protesteerden de Yolŋu van Yirrkala tegen een beslissing van de overheid om een deel van hun land vrij te geven voor mijnbouw. Ze dienden een op boombast geschreven petitie in bij het Australische parlement, die bekend werd onder de naam Yirrkala bark petitions. De Yolŋu zochten erkenning als de traditionele eigenaren van het land om mijnbouwactiviteiten te verhinderen.
De politiek deed niets met de petitie. In 1968 startten de Yolŋu daarom een rechtszaak tegen Nabalco, een Zwitserse mijnbouwgigant die ondertussen van de overheid een vergunning had gekregen om op het betreffende land bauxiet te delven. De zaak heette Milurrpum v Nabalco, maar werd bekend onder de naam Gove Land Rights Case.
In de jaren zeventig speelden de Yolŋu een belangrijke rol binnen de homelandbeweging, die ontstond als gevolg van een nieuw politiek beleid in Australië gericht op zelfbeschikking. Veel Yolŋu verlieten Yirrkala en de mijnbouwstadjes in de omgeving om weer op hun traditionele land te leven.
Sinds 2007 bieden de Yolŋu actief verzet tegen een aantal discriminerende maatregelen die naar aanleiding van de Northern Territory Emergency Response zijn doorgevoerd. De documentaire Our Generation van Sinem Saban en Damien Curtis uit 2010 biedt een uitgebreid inzicht in de gevolgen van de maatregelen voor de Yolŋu.

## Bekende Yolŋu
- Djiniyini Gondarra (elder en erkende politieke leider)
- David Gumpilil (danser en acteur)
- Yasir David Malangi (kunstenaar)
- Galarrwuy Yunupingu (elder en landrechtenactivist)
- Geoffrey Gurrumul Yunupingu (zanger)
- Mandawuy Yunupingu (frontman van de popgroep Yothu Yindi)